# Théâtre napolitain
Le théâtre napolitain  est une tradition de l'art théâtral de la ville de Naples qui a apporté une contribution certaine au théâtre italien.

## Origines
Le théâtre napolitain s'inspire des divers genres du théâtre grec antique (fabula rinthonica, comédie d'épicarme et chants orphiques).
Les premières traces du théâtre napolitain datent de la fin du  Quattrocento et du début du Cinquecento, époque de la cour d'Aragon. Elles proviennent des œuvres poétiques de Jacopo Sannazaro et Pietro Antonio Caracciolo (it).
En effet, à Castel Capuano, en présence d'Alphonse d'Aragon, Jacopo Sannazaro dans son œuvre Arcadia, évoque les gestes héroïques du condottière et célèbre la victoire des Espagnols.
Quelques années plus tard, Pietro Antonio Caracciolo présente deux œuvres La farsa de lo cito et Imagico (« le mage ») qui répudient le langage bienséant au profit de celui populaire aussi bien dans la trame que dans la dialectique. Les deux poètes qui sont aussi bien acteurs que metteurs en scène ont le mérite d'avoir diffusé la culture théâtrale dans la classe populaire.
Le conteur de rue Velardiniello est aussi un protagoniste influent dans la vulgarisation de cette culture artistique.

## Pulcinella

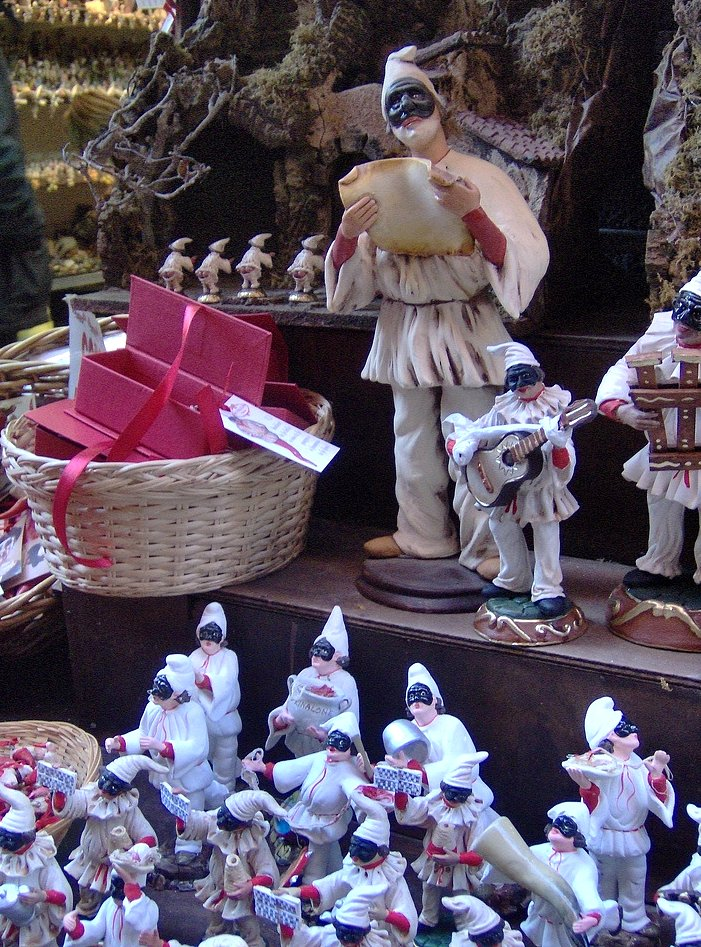
Pulcinella

Avant le XXe siècle le théâtre napolitain est essentiellement lié au masque de Pulcinella. Ce personnage est né à la fin du XVIe siècle grâce à l'acteur Silvio Fiorillo et porté sur scène au début du XVIIe siècle par Andrea Calcese.
Comme rapporté par Benedetto Croce dans ses études, le caractère de Pulcinella a évolué dans le temps, modelé par les nombreux acteurs qui l'ont interprété et qui souvent, comme pendant la domination espagnole, l'ont utilisé comme instrument de satire et de critique politique.
Pulcinella est un personnage qui représente la manière toute napolitaine de voir le monde. Issu d'un humble rang social, grâce à son espièglerie et son art il réussit toujours à se sortir de situations difficiles.
Ce qui est important pour le théâtre napolitain, c'est la manière par laquelle le personnage est « réorganisé » à partir du XIXe siècle. Le dernier interprète de relief de Pulcinella est Antonio Petito (it) (1822-1876). Celui-ci a transformé le valet naïf et bête en citoyen napolitain malin et burlesque, en le modernisant il permet ainsi la transformation suivante élaborée par Eduardo Scarpetta.
Interprètes du masque Pulcinella.
- Silvio Fiorillo - Le créateur du masque en 1592
- Andrea Calcese - premier interprète officiel (1600)
- Michele Fracanzani - fin XVIIe siècle
- Francesco Baldi dit  Ciccio - début XVIIIe siècle
- Francesco Barese - XVIIIe siècle
- Vincenzo Cammarano in arte Giancola - fine XVIIIe siècle
- Filippo Cammarano fils de Vincenzo - début XIXe siècle
- Salvatore Petito - XIXe siècle
- Antonio Petito - XIXe siècle
- Pasquale Altavilla - XIXe siècle
- Giuseppe De Martino - fin XIXe siècle
- Francesco Ciccio Stella - fin XIXe siècle
- Salvatore De Muto - début XXe siècle
- Eduardo De Filippo - XXe siècle
- Nino Taranto -  XXe siècle
- Gianni Crosio -  XXe siècle
- Achille Millo (it) -  XXe siècle
- Tommaso Bianco (it) - fin  XXe siècle
- Massimo Troisi - fin  XXe siècle
- Massimo Ranieri -  XXIe siècle

Autres masques napolitains de la commedia dell'arte
- Tartaglia, Scaramouche et Covielle.

## Scarpetta et Felice Sciosciammocca

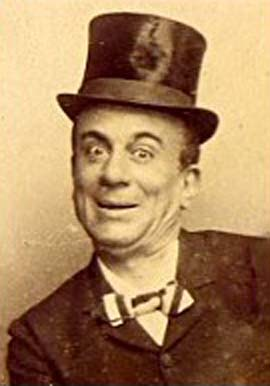
Eduardo Scarpetta en Sciosciammocca

Eduardo Scarpetta monte sur scène à l'âge de quinze ans. Dans la compagnie de Petito il interprète le personnage de Felice Sciosciammocca (it) (« Felix souffle en bouche »), souteneur comique de Pulcinella.
À la mort de Petito, et avec la disparition du personnage de Pulcinella, Scarpetta se fait l'interprète des changements de goûts du public napolitain. Il élimine ainsi le Pulcinelle, devenu absolète et introduit les personnages de la bourgeoisie citadine en preservant néanmoins les caractéristiques comiques de la tradition.
Ses comédies sur Felice Sciosciammocca (Il medico dei pazzi (« le médecin des fous » ou Miseria e nobiltà (« misère et noblesse ») obtiennent un grand succès à Naples et font sa fortune. Ainsi il ouvre naturellement la voie à ses enfants Titina, Eduardo et Peppino De Filippo.

## Raffaele Viviani

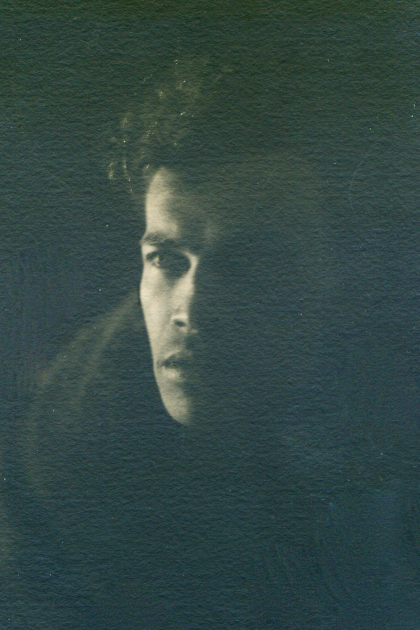
Viviani en 1906

L'œuvre de Raffaele Viviani se distingue de celle de son contemporain Eduardo De Filippo et est estimée par la critique comme étant plutôt complementaire.
En effet, tandis que l'œuvre d'Eduardo De Filippo présente la bourgeoisie napolitaine, avec ses problèmes et la crise des valeurs, Raffaele Viviani met en scène le petit peuple, mendiants, vendeurs ambulants, tout un milieu malheureux et désordonné qui vit « une galère » afin de satisfaire ses bésoins vitaux. Son théâtre original subit un arrêt pendant la période fasciste. En effet le fascisme avec l'interdiction de l'utilisation des dialectes déclenche à son égard l'hostilité ainsi que le silence de la critique et de la presse.

## La fratrie De Filippo

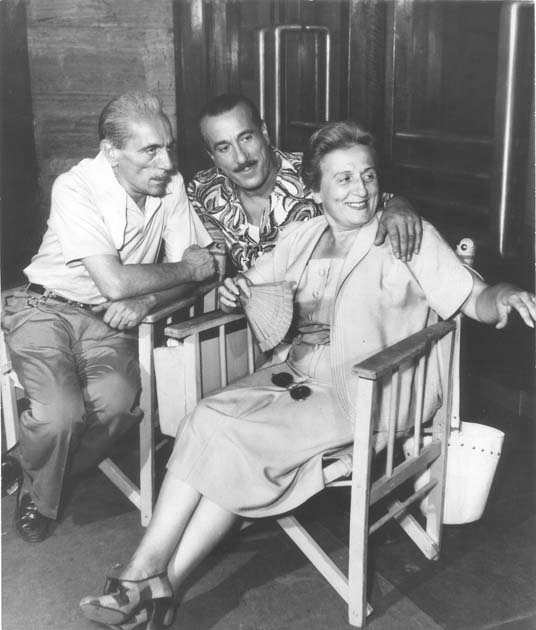
Peppino, Eduardo et Titina De Filippo

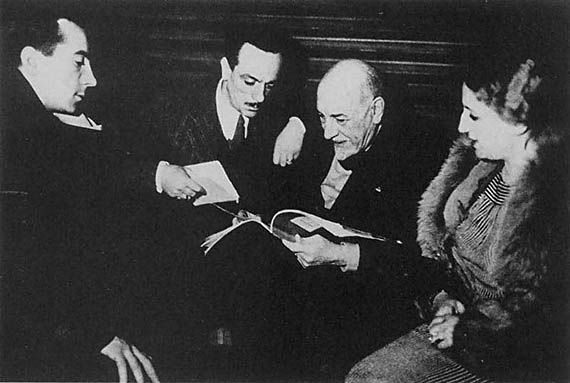
Eduardo rencontre Pirandello (1933)

Eduardo De Filippo, Peppino De Filippo et Titina De Filippo qui sont les enfants illégitimes de Scarpetta, étant nés d'une relation avec Louisa De Filippo, nièce de son épouse Rosa De Filippo, commencent leur carrière très jeunes (1931)(Eduardo avait 4 ans).
Ils forment une compagnie de théâtre et débutent ensemble dans la pièce à un seul acte Natale in casa Cupiello.
Leur succès est couronné par une tournée dans les principales villes italiennes.
Après la Seconde Guerre mondiale, le succès de la fratrie atteint son apogée avec les comédies Napoli Milionaria et Filumena Marturano dont le cadre est la ville de Naples dans une ambiance plombée par la désillusion de l'après guerre. Ces comédies obtiennent le succès même sur le plan international et en 1947, Filumena Marturano est jouée à Bucarest.
Les De Filippo abandonnent donc la farce symbolisée par Pulcinella et Scarpetta et mettent en valeur la verve orale, l'expression intense, la souffrance gestuelle, la spontanéité et la vitalité des personnages interprétés toujours à mi chemin entre la comédie et le drame.
Après avoir fait la connaissance de Luigi Pirandello, la fratrie joue certaines de ses comédies célèbres comme Il berretto a sonagli.
Néanmoins, Peppino De Filippo, s'émancipe et se consacre parfois au burlesque en jouant des comédies au cinéma, souvent en compagnie de Totò. Il est sur le point de fonder sa propre compagnie de prose La compagnia teatrale italiana en rédigeant et interpretant de nombreuses œuvres en lague vermiculaire à l'exception de la pièce en un seul acte Cupido scherza e spazza, une comédie du répertoire comique napolitain. D'autres créations ont eu moins de succès hormis Non è vero ma ci credo".
Dans les années 1960, à la télévision, il interprète le personnage de Pappagone dans Scala reale. Ce personnage devient un masque du théâtre napolitain. Peppino interprète aussi des personnages de Molière.
Titina restée avec son frère Eduardo s'illustre dans Filumena Marturano écrité par son frère Eduardo.
Eduardo a adapte des comédies de Molière et Carlo Goldoni, rénove sur ses deniers le Teatro San Ferdinando, datant de 1790 mais détruit lors de la Seconde Guerre mondiale et forme la compagnie Scarpettiana.

## Totò

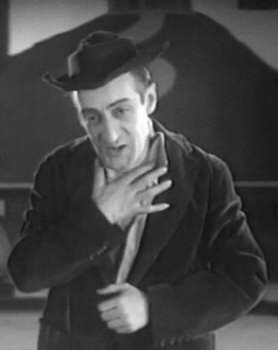
Totò en 1930, premiers essais chez Cines

La personnalité de Antonio de Curtis, connu sous le nom de Totò, s'impose au cinéma mais obtient ses premiers succès sur la scène théâtrale des petits quartiers faisant le « verso » au macchiettista napolitain: Gustavo De Marco.
Totò est un masque bouffe comme on l'entend dans la commedia dell'arte, au même titre que Pulcinella et Arlequin.
Ce masque, le plus comique et le plus napolitain, n'avait pas besoin d'avoir recours à des artifices ou des jeux de mots pour déclencher le rire.
Au théâtre, il suffisait qu’il apparaisse sur scène, sans prononcer mot, pour provoquer l’hilarité générale.

## Variété etteatro macchiettistico
La variété naît à Naples vers la fin du XIXe  et le début du XXe siècle. Simplement appelé Café-chantant à la période de la Belle Époque, quand Naples et Paris étaient les capitales culturelles de l'Europe. Ce nom provient du fait que les exhibitions des artistes se déroulaient dans les cafés et salons de thé (« Caflish »), puis le phenomène devient spectacle théâtral passant du café au Teatro Sannazaro. Le spectacle était divisé en deux actes et divers tableaux : dans le premier acte, sorte de prélude, on retrouvait les danseuses, chanteurs, magiciens ; dans le second, les vedettes, les « sciantose » et surtout les « macchiette », des acteurs chansonniers chantant de façon caricaturale.

## La sceneggiata

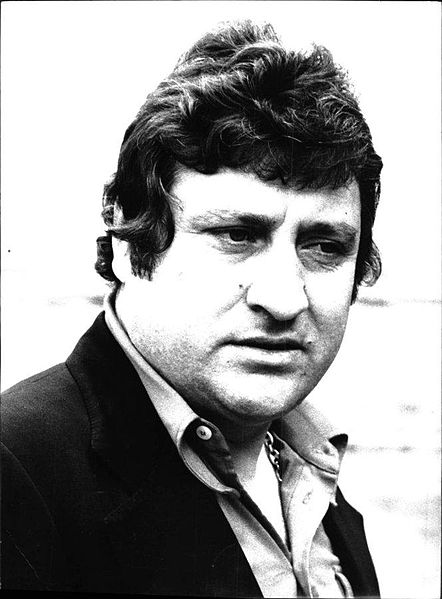
Mario Merola

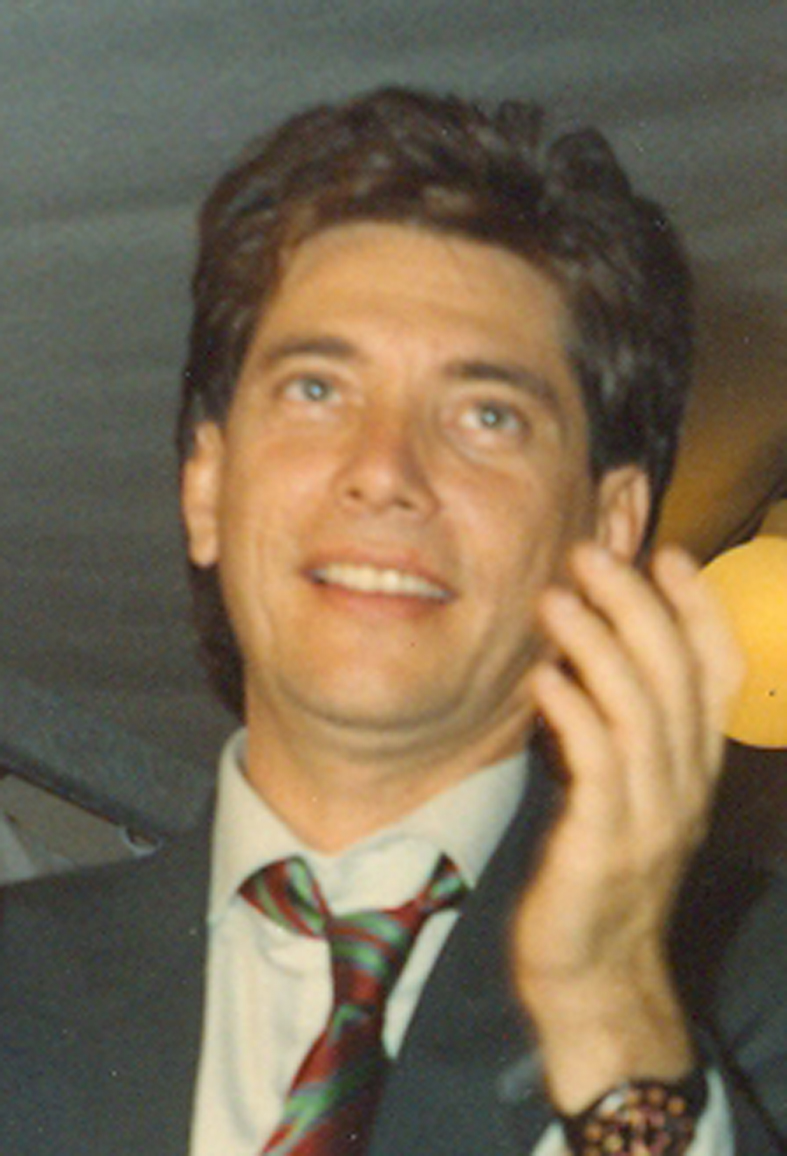
Nino D'Angelo (1992)

## Liste d'acteurs de théâtre napolitain
| A - Mario Abbate - Massimo Abbate - Franco Acampora - Anna Maria Ackermann - Giulio Adinolfi - Maurizio Aiello - Antonio Allegretti - Antonio Allocca - Lucio Allocca - Pasquale Altavilla - Alberto Amato - Luisa Amatucci - Lucio Amelio - Anna Ammirati - Giuseppe Anatrelli - Franco Angrisani - Lello Arena - Francesco Artale - Benito Artesi - Nello Ascoli - Sergio Assisi - Serena Autieri B - Concetta Barra - Peppe Barra - Germano Bellavia - Umberto Bellissimo - Francesca Bertini - Regina Bianchi - Tommaso Bianco - Clara Bindi - Antonio Buonomo - Vincenzo Bottone - Vittorio Bottone - Leo Brandi - Cloris Brosca - Carlo Buccirosso - Aldo Bufi Landi C - Salvatore Cafiero - Andrea Calcese - Filippo Cammarano - Vincenzo Cammarano - Raffaele Cammarota - Anna Campori - Gennaro Cannavacciuolo - Enzo Cannavale - Vittorio Caprioli - Ester Carloni - Ettore Carloni - Maria Carloni - Pietro Carloni - Renato Carpentieri - Antonio Casagrande - Maurizio Casagrande - Benedetto Casillo - Lucia Cassini - Italo Celoro - Bruno Cirino - Bruno Colella - Marina Confalone - Luisa Conte - Franco Coop - Lino Crispo - Vittoria Crispo - Carlo Croccolo - Gianni Crosio - Alessandro Cutolo | D - Mariangela D'Abbraccio - Ugo D'Alessio - Daria D'Antonio - Nino D'Angelo - Tosca D'Aquino - Isa Danieli - Leo De Bernardinis - Enzo De Caro - Rosaria De Cicco - Luciano De Crescenzo - Eduardo De Filippo - Luca De Filippo - Luigi De Filippo - Peppino De Filippo - Titina De Filippo - Marco Mario de Notaris - Filippo De Pasquale - Maria Del Giudice - Gustavo De Marco - Peppino De Martino - Rosa De Muto - Salvatore De Muto - Oscar De Pasquale - Fratelli De Rege - Libero De Rienzo - Francesco De Rosa - Vittorio De Sica - Roberto De Simone - Giuliana De Sio - Pietro De Vico - Tullio Del Matto - Ida Di Benedetto - Augusto Di Giovanni - Crescenzo Di Maio - Edoardo Di Maio - Gaetano Di Maio - Gaspare Di Maio - Olimpia Di Maio - Oscar Di Maio senior - Oscar Di Maio junior - Maria Di Maio - I Di Napoli - Nicola Di Pinto - Alberto Di Stasio - Elvira Donnarumma - Barbara D'Urso E - Giovanni Esposito - Pasquale Esposito F - Antonio Ferrante - Gianni Ferreri - Agostino Fiorilli - Tiberio Fiorilli - Silvio Fiorillo - Ciro Formisano - Iaia Forte - Michelangelo Fracanzani - Leo Frasso - Fregolino - Mario Frera - Eugenio Fumo - Nuccia Fumo - Nunzia Fumo - Giacomo Furia | G - Gianfranco Gallo - Massimiliano Gallo - Nunzio Gallo - Giuseppe Gambardella - Rino Genovese - Adolfo Geri - Armando Gill - Rino Gioielli - Amedeo Girard - Aldo Giuffré - Carlo Giuffré - Geppy Gleijeses - Cesare Gravina H - Marzio Honorato I - Gianfelice Imparato - Guglielmo Inglese - Biagio Izzo - I Ditelo voi J - Franco Javarone L - Gianni Lamagna - Peppe Lanzetta - Marisa Laurito - Carlo Lima - Massimo Lopez - Sophia Loren - Angela Luce M - Ferdinando Maddaloni - Beniamino Maggio - Dante Maggio - Enzo Maggio - Margherita Maggio - Mimì Maggio - Pupella Maggio - Rosalia Maggio - Arturo Maghizzano - Ernesto Mahieux - Nicola Maldacea - Rino Marcelli - Italia Marchesini - Gino Maringola - Vittorio Marsiglia - Pasquale Martino - Gea Martire - Giacomo Marulli - Nello Mascia - Leopoldo Mastelloni - Saverio Mattei - Lino Mattera - Giovanni Mauriello - Carlo Merlino - Mario Merola - Vittorio Mezzogiorno - Gilda Mignonette - Achille Millo - Carlo Molfese - Rina Morelli - Linda Moretti - Gigio Morra - Enzo Moscato - Enrico Musy - Gianni Musy | N - Gianni Nazzaro - Antonio Neiwiller - Maria Nazionale - Alighiero Noschese O - Orazio Orlando - Silvio Orlando P - Angela Pagano - Marina Pagano - Dolores Palumbo - Gennarino Palumbo - Adele Pandolfi - Gennaro Pantalena - Francesco Paolantoni - Nando Paone - Eduardo Passarelli - Gennaro Pasquariello - Riccardo Pazzaglia - Patrizia Pellegrino - Vincenzo Peluso - Antonio Petito - Carlo Petito - Davide Petito - Enzo Petito - Arnolfo Petri - Salvatore Petito - Giuseppe Pica - Tina Pica - Giuseppe Pironi - Gigi Pisano - Rosita Pisano - Lina Polito - Rosalia Porcaro - Giuseppe Porelli - Mario Porfito - Alessandro Preziosi R - Luisa Ranieri - Massimo Ranieri - Gigi Reder - Andrea Renzi - Mariano Rigillo - Patrizio Rispo - Gino Rivieccio - Giacomo Rizzo - Clelia Rondinella - Giacomo Rondinella - Luciano Rondinella - Annibale Ruccello - Renato Rutigliano - Tato Russo | S - Vincenzo Salemme - Pino Sales - Raimondo Salvetti - Agostino Salvietti - Vincenzo Santelia - Maria Luisa Santella - Mario Santella - Lina Sastri - Stefano Satta Flores - Gigi Savoia - Tecla Scarano - Eduardo Scarpetta - Mario Scarpetta - Vincenzo Scarpetta - Carmen Scivittaro - Toni Servillo - Bianca Sollazzo - Sergio Solli - Sebastiano Somma - Franco Sportelli - Federico Stella (attore) - Antonio Stornaiolo - Salvatore Strani - Marina Suma T - Tonino Taiuti - Aldo Tarantino - Carlo Taranto - Corrado Taranto - Nino Taranto - Eduardo Tartaglia - Totò - Patrizio Trampetti - Mario Trevi - Lino Troisi - Massimo Troisi - Trottolino - Enzo Turco U - Luigi Uzzo V - Francesco Vairano - Nino Veglia - Massimo Venturiello - Peppino Villani - Virgilio Villani - Nino Vingelli - Francesco Vitiello - Gennaro Vitiello - Luisella Viviani - Raffaele Viviani W - Anna Walter |